# Matulini
Matulini is een plaats in de gemeente Poreč in de Kroatische provincie Istrië. De plaats telt 12 inwoners (2001).